# Louise de Hesse-Darmstadt
Ne doit pas être confondu avec Louise de Hesse-Darmstadt (1761-1829).
Titres
Grande-duchesse de Saxe-Weimar-Eisenach
9 juin 1815 – 14 juin 1828
(13 ans et 5 jours)
Duchesse de Saxe-Weimar-Eisenach
20 septembre 1809 – 9 juin 1815
(5 ans, 8 mois et 20 jours)
Duchesse de Saxe-Weimar et de Saxe-Eisenach
3 octobre 1775 – 20 septembre 1809
(33 ans, 11 mois et 17 jours)
La princesse Louise de Hesse-Darmstadt, née le 30 janvier 1757 à Berlin et morte le 14 février 1830, est une des figures allemandes de la résistance à la domination de la France napoléonienne. Elle épouse en 1775 le duc Charles-Auguste de Saxe-Weimar-Eisenach.

## Biographie

### Jeune fille au cœur de l'histoire

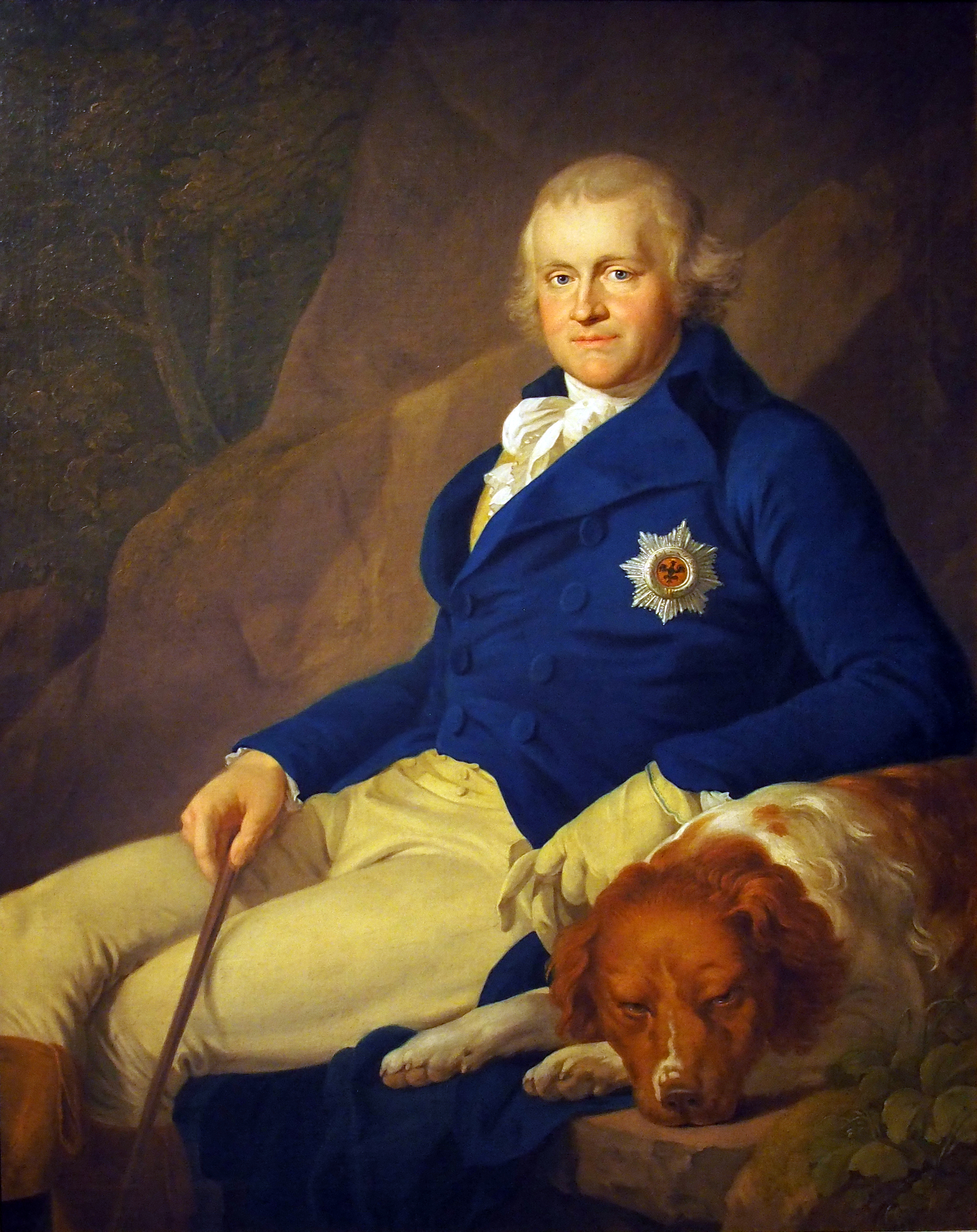
Le duc Charles-Auguste vers 1805

Fille du landgrave Louis IX de Hesse-Darmstadt et de Caroline de Palatinat-Deux-Ponts-Birkenfeld, Louise de Hesse-Darmstadt est née à Berlin le 30 janvier 1757.
Le landgrave Louis, également officier au service de la Prusse, est tout entier donné à la chose militaire. Il fera édifier dans ses États la forteresse de Pirmasens.
La landgravine Caroline, mère de la jeune princesse, surnommée la « Grande landgravine », est une des rares femmes qui a l'estime de Frédéric II de Prusse, aussi le roi de Prusse marie-t-il son neveu et héritier à une de ses filles; Frédérique-Louise de Hesse-Darmstadt qui épouse en 1769 le futur Frédéric-Guillaume II de Prusse.

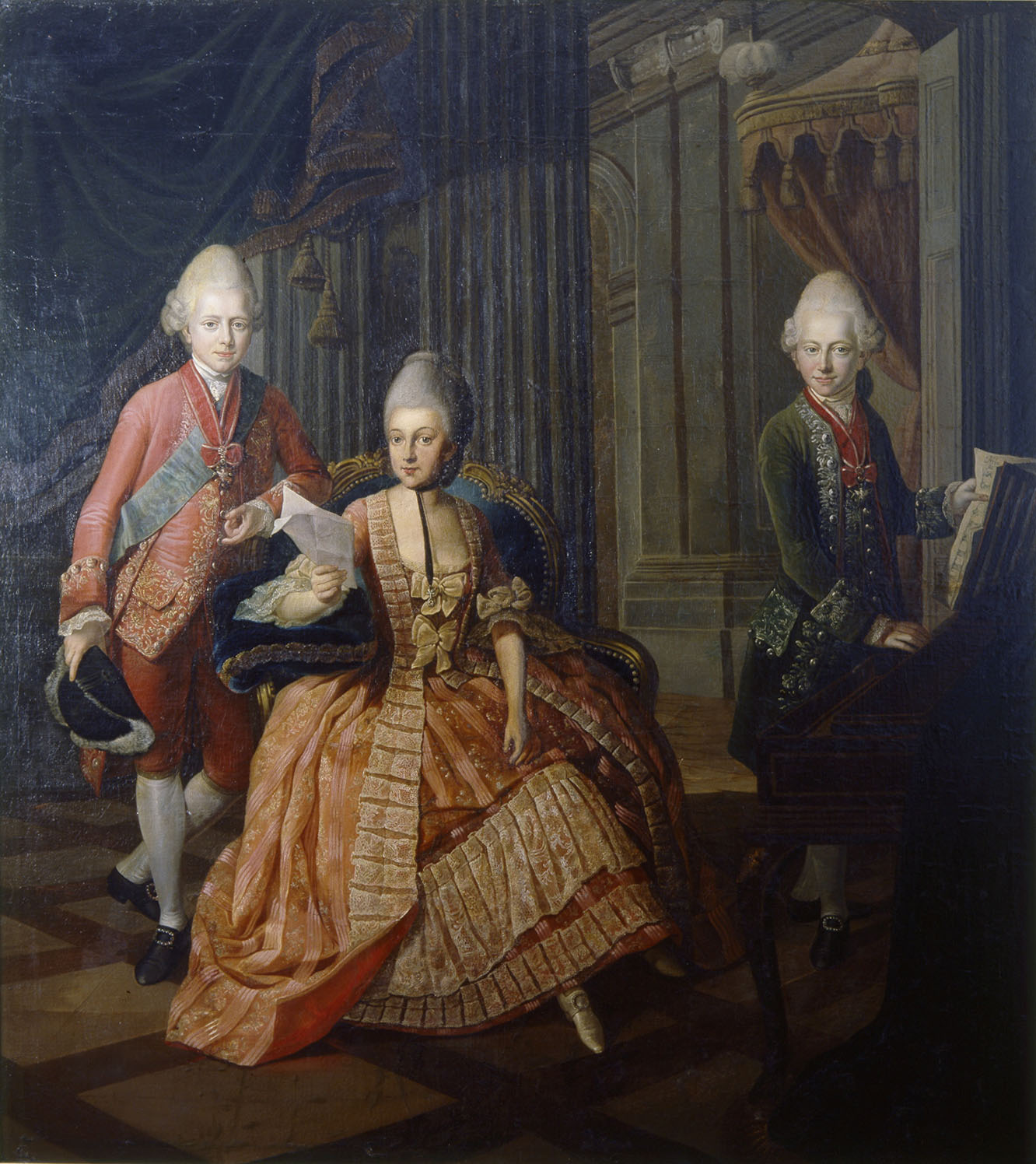
La duchesse Anne-Amélie et ses deux fils vers 1774

Forte de cette brillante union, la landgravine est invitée quatre ans plus tard à la cour de Russie avec ses trois filles cadettes Amélie, Wilhelmine et Louise. L'impératrice Catherine II cherche une épouse pour son fils et a invité plusieurs princesses souveraines allemandes avec leurs filles nubiles. C'est Wilhelmine, la sœur aînée de Louise qui sera choisie; arrivée avec sa famille à Gatchina en juin, elle est mariée en septembre et reste en Russie. Malheureusement, elle meurt prématurément en 1776 des suites de ses premières couches. Belles-sœurs du prince héritier de Prusse et du tsarévitch, les princesses de Hesse-Darmstadt sont activement convoitées par les princes protestants régnants du Saint-Empire.
En 1775, Amélie épouse le prince héritier de Bade et Louise, Charles-Auguste, duc de Saxe-Weimar et de Saxe-Eisenach.
Louise est une proche amie de Marie-Antoinette et elles resteront proches jusqu’à la mort de la reine de France.

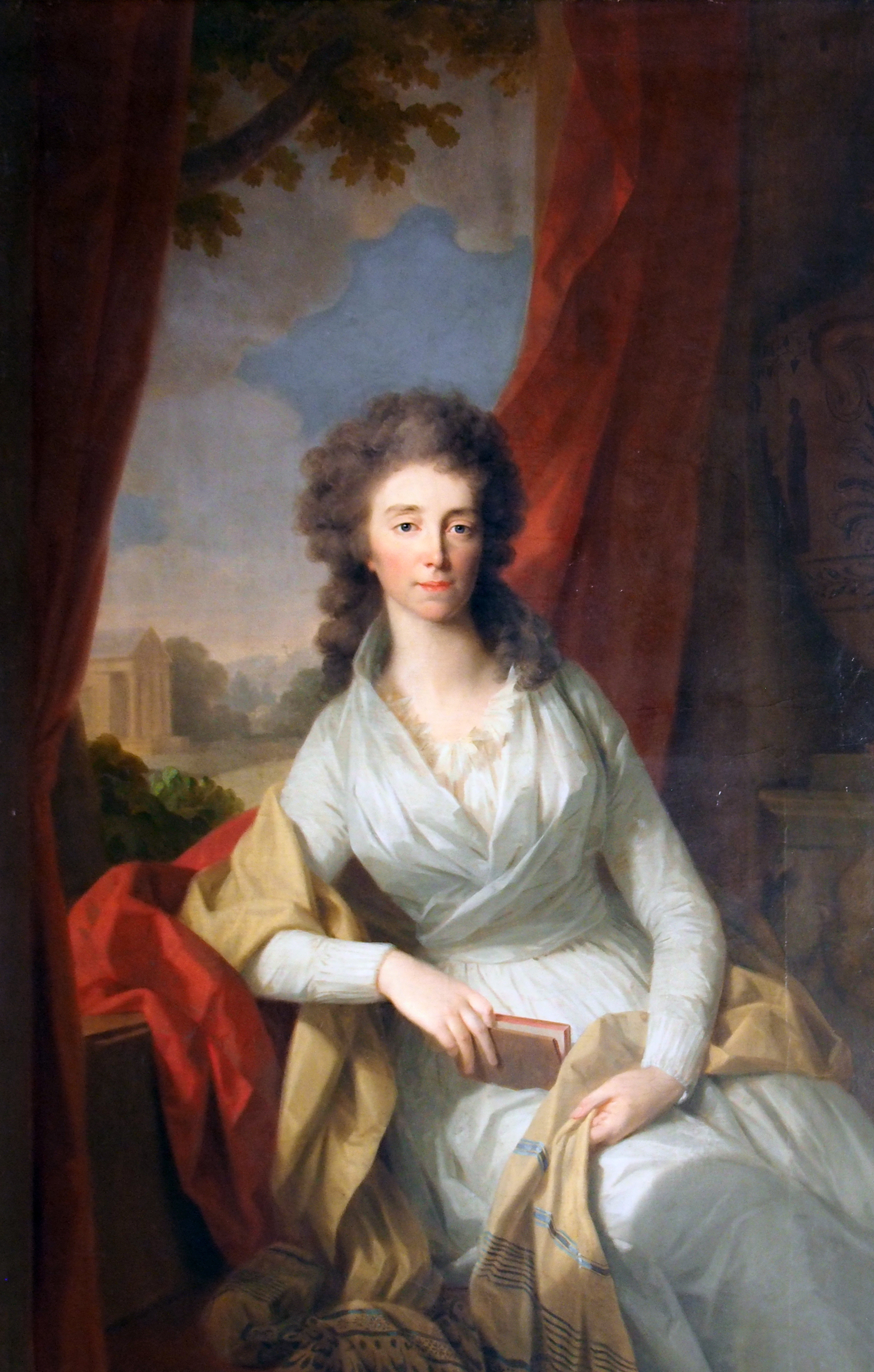
Louise de Hesse-Darmstadt (1795)

Le duc ayant perdu son père très tôt a accédé au trône à l'âge d'un an. Sa mère, la brillante Anne-Amélie de Brunswick, a exercé en son nom la régence.
Ce mariage, tout dynastique, devait servir à consolider la place du duché de Saxe-Weimar au cœur du Saint-Empire romain germanique et à lui garantir la protection du puissant Empire russe.

### Lys de Weimar
La duchesse Anne-Amélie avait fait de Weimar une cour cultivée et raffinée.
Dans ce milieu brillant, la jeune Louise se fait remarquer par sa délicatesse et une timidité malheureusement handicapante. D'une personnalité effacée face à sa brillante belle-mère, l'adolescente fréquente surtout les couvents de son nouveau pays. Romantique avant la lettre, la jeune duchesse n'a cependant pas le goût de vivre.
Ému par son charme et ses qualités de cœur, ses yeux « couleur de bleuet », le grand Goethe qui est un ministre de son mari (et son compagnon dans ses frasques extra-conjugales) la prend sous son aile et lui dédie des vers :
« J'en sais une, mince comme lys

Dont la fierté n'est qu'innocence.

Nul - pas même Salomon -

N'en vit de pareille. »

### Descendance

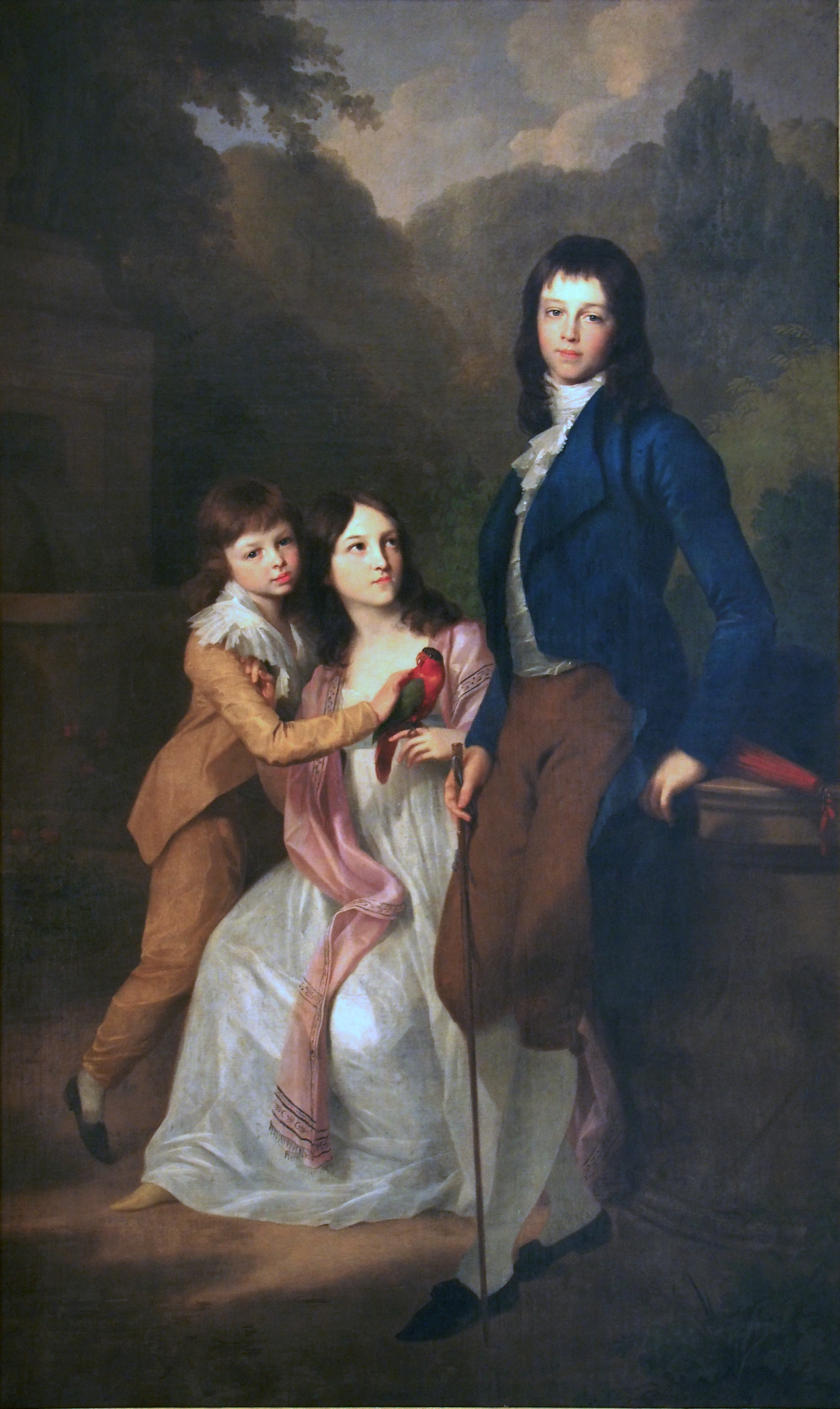
Les trois enfants survivants de Louise par Tischbein (1795)

Elle donna à son mari sept enfants : 
- Louise-Auguste-Amélie (1779-1784)
- Une fille mort-née (1781)
- Charles-Frédéric (1783-1853), qui succéda à son père, épousa en 1804 Marie de Russie, sœur du tsar Alexandre Ier de Russie. Ils seront entre-autres les parents de la francophile Kaiserin Augusta, première Impératrice Allemande;
- Un fils mort-né (1785)
- Caroline-Louise de Saxe-Weimar-Eisenach (1786-1816) épousa en 1810 Frédéric-Louis, grand-duc de Mecklembourg-Schwerin (1778-1819) et sera la mère de la duchesse d'Orléans ;
- Un fils mort-né (1789)
- Charles-Bernard (1792-1862) épousa en 1816 Ida de Saxe-Meiningen (+1852)

### Patriote et résistante
Dans les années 1790, la révolution française et son évolution violente choquent les princes allemands. La France entre en guerre en 1792 et, d'abord victorieuse, annexe la rive gauche du Rhin.
Pendant ce temps, la tsarine Catherine II de Russie choisit comme épouse de son petit-fils Alexandre de Russie, une nièce de Louise, Louise Augusta de Bade, fille de sa sœur Amélie. Les autres filles d'Amélie se marie aussi brillamment : une des deux aînées devient électrice puis reine de Bavière, la seconde reine de Suède, la troisième duchesse de Brunswick, la benjamine épouse le neveu de Louise Louis de Hesse-Darmstadt.
Pendant ce temps, comme l'avait prédit Robespierre, la France s'est abandonnée au général vainqueur Napoléon Bonaparte qui a pris le pouvoir en 1799, puis s'est fait proclamer empereur des Français en 1804, tout en imposant sa domination à l'Italie et à l'Allemagne. Par le recès d'Empire de 1803, il fait modifier considérablement la carte et le paysage politique du Saint-Empire, élevant à la dignité électorale les souverains dont il achète l'alliance (pour ne pas dire la vassalité).
Les princes allemands, s'ils ont réussi à conserver leur souveraineté, intègrent cette confédération et se soumettent à l'alliance française. Ainsi le grand-duc de Bade, neveu de Louise, dont les sœurs ont toutes épousé des princes souverains, épouse-t-il la charmante Stéphanie de Beauharnais et la princesse Catherine de Wurtemberg, nièce de la tsarine, épouse Jérôme Bonaparte, frère de Napoléon et créé par lui, grand-duc de Berg.
Au milieu de tant d'intrigues où les États allemands jouent leur survie, Louise révèle sa force intérieure.
En 1806, la bataille de Iéna, ville universitaire du duché de Saxe-Weimar, oppose Napoléon aux forces du roi de Prusse. L'Autriche et la Prusse subissent une défaite écrasante. L'armée du feu grand Frédéric n'est plus, Napoléon impose sa domination aux États allemands, contraignant l'empereur d'Autriche à proclamer la fin du Saint-Empire romain germanique. La confédération du Rhin est créée sous la « protection » de l'empereur des Français.
Lorsque Weimar est menacée de pillage par les soldats de Napoléon, la duchesse fait face, quasiment seule, aux troupes de l'envahisseur, devenant, à l'instar de la reine Louise de Prusse, une héroïne du patriotisme allemand.
Sans doute est-ce une des raisons pour lesquelles le congrès de Vienne permet à son mari non seulement de conserver ses États mais aussi élève ceux-ci au rang de grand-duché alors que ses cousins thuringeois de la maison de Saxe conservent simplement leur titre de duc.
Le grand-duc meurt en 1828 et la grande-duchesse le 14 février 1830 à l'âge de 73 ans.
Sa petite fille Augusta de Saxe-Weimar-Eisenach ayant épousé l'année précédente le prince Guillaume de Prusse, sera la première impératrice de l'Allemagne victorieuse et unifiée en 1871.